# Niederweiler (Eifel)
Niederweiler település Németországban, Rajna-vidék-Pfalz tartományban. Lakosainak száma 93 fő (2023. december 31.). Niederweiler Oberweiler és Ließem községekkel határos.

## Népesség
A település népességének változása:
| Lakosok száma | 97   | 91   | 91   | 88   | 89   | 93   |
|               | 1975 | 2017 | 2019 | 2021 | 2022 | 2023 |